# Something I Need
Something I Need – piosenka amerykańskiego zespołu OneRepublic z ich trzeciego albumu studyjnego, Native. Utwór został wydany jako czwarty singel w dniu 25 listopada 2013 roku. Piosenka została napisana i wyprodukowana przez wokalistę zespołu, Ryana Teddera oraz Benny’ego Blanco.

## Teledysk
Oficjalny teledysk miał premierę 7 grudnia 2013 roku na kanale Vevo. Reżyserem klipu jest Cameron Duddy. Teledysk przedstawia historię mężczyzny wielokrotnie atakowanego przez psa, co uniemożliwia mu zbliżenie się do wymarzonej dziewczyny. W teledysku można zobaczyć wokalistę zespołu, Ryana Teddera oraz chór gospelowy śpiewający refren utworu.

## Pozycje na listach i certyfikaty
| Notowanie (2013-2014)                       | Najwyższa pozycja |
| ------------------------------------------- | ----------------- |
| Australia (ARIA)                            | 6                 |
| Austria (Ö3 Austria Top 40)                 | 5                 |
| Niemcy (Media Control Charts)               | 74                |
| Nowa Zelandia (Recorded Music NZ)           | 4                 |
| Polska (Polish Airplay Chart)               | 1                 |
| Słowacja (Radio Top 100)                    | 63                |
| Szkocja (Scottish Singles Top 40)           | 34                |
| Szwajcaria (Schweizer Hitparade)            | 21                |
| Wielka Brytania (Official Singles Chart UK) | 78                |

| Notowanie (2013)                | Najwyższa pozycja |
| ------------------------------- | ----------------- |
| Australia (ARIA Singles Chart)  | 37                |
| Notowanie (2014)                | Najwyższa pozycja |
| Austria (Ö3 Austria Top 40)     | 60                |
| Polska (Polish Airplay Top 100) | 49                |

| Kraj/region   | Wydawca | Certyfikat |
| ------------- | ------- | ---------- |
| Australia     | ARIA    | 5x platyna |
| Nowa Zelandia | RMNZ    | Platyna    |

| Kraj/region   | Wydawca | Certyfikat |
| ------------- | ------- | ---------- |
| Australia     | ARIA    | 5x platyna |
| Nowa Zelandia | RMNZ    | Platyna    |

## Nagrywanie i twórcy
Nagrywanie
- Utwór był nagrywany w Black Rock Studio (Santoryn, Grecja)
- Dodatkowe nagrania: Lotzah Matzah Studios (Nowy Jork); Patriot Studios (Denver, Kolorado); Downtown Studios (Nowy Jork) i Audiophile Studios (Nowy Orlean, Luizjana)
- Miksowanie: MixStar Studios w Virginia Beach
- Mastering: Sterling Sound (Nowy Jork)

Twórcy
- Tekst, produkcja, instrumenty, programowanie, inżynieria – Ryan Tedder
- Tekst, produkcja, instrumenty, programowanie, chórki – Benny Blanco
- Miksowanie – Serban Ghenea
- Inżynier i asystent inżyniera miksowania – John Hanes, Phil Seaford
- Inżynieria – Smith Carlson
- Inżynieria, chórki – Chris Sclafani
- Asystent inżyniera, chórki – Scott „Yarmov” Yarmovsky
- Chórki – OneRepublic, Danielle Edinburgh Wilson, Margaret-Anne Davis, Toni Skidmore, Jermon Wilson i in.
- Mastering – Chris Gehringer, Will Quinnell